# Coelima (equip ciclista)
L'equip Coelima va ser un equip ciclista portuguès que competí professionalment entre 1969 i 1975.

## Principals resultats
- Volta a les Valls Mineres: José Martins (1975)

### A les grans voltes
- Volta a Espanya
  - 3 participacions (1973,[1] 1974,[1] 1975)
  - 0 victòries d'etapa:
  - 0 classificació final:
  - 0 classificacions secundàries:

- Tour de França
  - 0 participacions

- Giro d'Itàlia
  - 0 participacions